# Abdullah Ahmed Abdullah
Abdullah Ahmed Abdullah (en árabe: عبد الله أحمد عبد الله‎; 6 de junio de 1963 - 7 de agosto de 2020) (nombre de guerra Abu Mohammed al-Masri) fue un miembro de alto rango egipcio de Al Qaeda. Se le ha descrito como el planificador operativo más experimentado de Al Qaeda y se dice que era el segundo al mando de la organización en el momento de su muerte.
Abdullah fue uno de los 22 miembros originales de la lista de Terroristas más buscados del FBI de Estados Unidos. El Departamento de Estado de los Estados Unidos, a través del Rewards for Justice Program , había ofrecido hasta 10 US$ millones por información sobre su localización. Era buscado por Estados Unidos por su presunta participación en los atentados de 1998 contra las embajadas estadounidenses en Dar es-Salam, Tanzania y Nairobi, Kenia. El FBI también dio otros nombres utilizados por Abdullah como Abu Mariam, Mustafa Abu Mariam Khaled, Abu Mohamed Al-Masri, Azayet y Saleh, posible abreviatura de Saleh Gamal.
El 14 de noviembre de 2020, The New York Times informó de que Abdullah había sido asesinado el 7 de agosto de 2020 en Teherán, Irán, por agentes del Mossad israelí a petición de Estados Unidos. En enero de 2021, el secretario de Estado de los Estados Unidos Mike Pompeo confirmó la muerte de Abdullah.

## Biografía
Abdullah Ahmed Abdullah nació en la Gobernación de Gharbia de Egipto el 6 de junio de 1963. Según Abdullah, fue jugador profesional de fútbol en el equipo Ghazl El-Mehalla de Egipto,
Tiempo después, no se le permitió regresar a Egipto y permaneció en Afganistán, uniéndose a Osama bin Laden.
En 1992, ayudó a Saif al-Adel a proporcionar inteligencia y entrenamiento militar a los asociados con Al Qaeda en Somalia y Sudán. Sus aprendices formaron parte del grupo que luchó contra los estadounidenses durante la batalla de Mogadiscio  de 1993.
Entre 1996 y 1998 dirigió campos de entrenamiento en Afganistán para Al Qaeda. Abdullah fue responsable de la falsificación de un pasaporte para Mohammed Saddiq Odeh para que pudiera ir de Pakistán a Afganistán y reunirse con Osama bin Laden antes de los bombardeos contra embajadas estadounidenses el 7 de agosto de 1998 en Kenia y Tanzania en los que murieron 224 civiles y más de 5000 resultaron heridos.
Huyó de Nairobi, Kenia, el 6 de agosto de 1998, a Karachi, Pakistán. Posteriormente viajó a Afganistán. En 2000, Abdullah se convirtió en miembro del majlis al-shura, el consejo de dirección de Al-Qaeda. Un exfuncionario de los servicios de inteligencia israelíes le acusó de ordenar los atentados de Mombasa de 2002.
En 2003, se trasladó al sureste de Irán, donde posteriormente fue detenido y puesto bajo arresto domiciliario. Fue liberado por Irán en marzo de 2015 junto con los dirigentes de Al Qaeda Saif Al-Adel y Abu Khayr al Masri a cambio de la liberación de Nour Ahmad Nikbakht, diplomático iraní que se encontraba retenido en Yemen. Una fuente del New York Times afirmó que permaneció en Teherán, viviendo bajo la protección de los Cuerpos de la Guardia Revolucionaria Islámica y, posteriormente, del Ministerio de Inteligencia y Seguridad Nacional.

## Familia
Abdullah estaba casado con una hija de Ahmad Salama Mabruk, con quien tuvo tres hijas. Una de sus hijas, llamada Maryam, había estado casada con Hamza bin Laden (hijo del líder de Al-Qaeda Osama bin Laden). Maryam fue asesinada en el mismo atentado en que murió Abdullah.

## Muerte
The New York Times informó el 14 de noviembre de 2020 que Abdullah, mientras conducía su coche en el barrio Pasdaran de Teherán, Irán, el 7 de agosto de 2020, fue asesinado a tiros por agentes del Mosad israelí de Kidon, una unidad conocida informalmente como la Tip of the Spear (Punta de la lanza),
 en una motocicleta, a instancias de Estados Unidos. Kidon es una unidad altamente secreta dentro del Mosad, la agencia de inteligencia exterior de Israel. Al parecer, en el atentado también murió la hija de Abdullah, viuda del difunto hijo del exlíder de Al Qaeda Osama bin Laden, Hamza bin Laden. Reuters había recibido previamente información similar de un funcionario de seguridad de Afganistán, pero no pudo recibir confirmación independiente de la información del Times a través de funcionarios estadounidenses o israelíes. Fuentes periodísticas iraníes afirmaron en el momento de su muerte que las identidades de la pareja muerta eran la de un académico libanés llamado "Habib Dawood", vinculado a Hezbolá, y su hija. El canal de noticias afgano Shamshad TV también reivindicó su muerte.
Irán desmintió el informe de The New York Times; su Ministro de Asuntos Exteriores, Saeed Khatibzadeh, afirmó en un comunicado que Estados Unidos e Israel a veces «intentan vincular a Irán con esos grupos mintiendo y filtrando información falsa a los medios de comunicación». «Esto expone al régimen de Irán como uno que proporciona un refugio para la organización que es más significativa para los Estados Unidos», dijo un ex alto funcionario de defensa. «Es innegablemente conveniente para Irán operar Al-Qaida contra Estados Unidos debido a las sanciones o para exigir un precio por el asesinato de Soleimani», dijo el funcionario.
El 12 de enero de 2021, el secretario de Estado de Estados Unidos, Mike Pompeo, confirmó la muerte de Abdullah Ahmed Abdullah.